# Castanopsis nephelioides
Espèce
Statut de conservation UICN

 VU A1c : Vulnérable
Castanopsis nephelioides est une espèce de plantes de la famille des Fagaceae.

## Publication originale
- The Flora of British India 5: 624. 1888.